# Section spéciale (film)
Pour les articles homonymes, voir Section spéciale.
Pour plus de détails, voir Fiche technique et Distribution.
Section spéciale est un film de procès franco-italo-ouest-allemand réalisé par Costa-Gavras, sorti en 1975. Le film relate la création par le gouvernement de Vichy d'une Cour spéciale pour juger les résistants ou présumés tels.

## Synopsis
En juin 1941, Hitler attaquant l'URSS, met fin au Pacte germano-soviétique. Les communistes français entrent alors dans la phase de la résistance armée.
Le 21 août 1941, un jeune militant communiste — ultérieurement connu sous le nom de colonel Fabien — abat dans le métro parisien un militaire allemand, l'aspirant de marine Alfons Moser. Cet épisode est connu sous le nom d'« attentat du métro Barbès ».
Redoutant les représailles allemandes dans la population parisienne, le gouvernement de Vichy décide de prendre les devants. Avec l'aval de l'amiral Darlan (vice-président du Conseil), Pierre Pucheu, ministre de l'Intérieur, propose au Conseil des ministres présidé par le maréchal Pétain, d'adopter une loi d'exception pour juger, dans le but d'obtenir une condamnation à mort, six Français en échange de la vie de l'aspirant Moser, et ainsi satisfaire la marine de guerre allemande. Ces six accusés seront choisis parmi les ennemis ou les indésirables du régime de Vichy : communistes et Juifs.
Autour de la table, outre Pétain, Darlan et Pucheu, Joseph Barthélemy, ministre de la Justice, le général Huntziger, secrétaire d'État à la Guerre, le général Bergeret, secrétaire de l'Air, Yves Bouthillier, ministre de l'Économie, etc.
Pétain laisse faire Pucheu, mais Barthélemy — professeur de droit — se cabre, puis finit par se soumettre aux injonctions du maréchal ; les autres ministres suivent.
Cette loi d'exception doit être rétroactive (puisque les condamnations doivent être prononcées et exécutées dans les plus brefs délais), si bien que les ministres, peu habitués à ce type d'exercice, la signent en laissant un article entier en blanc, lequel article sera plus tard rédigé à Paris par le procureur de l'État Maurice Gabolde avant sa publication au Journal officiel. Outre son caractère rétroactif, cette loi a ceci de particulier que les condamnations n'ont pas à être motivées, et qu'aucun recours n'est possible ; elle attribue compétence à des « sections spéciales » de la cour d'appel (d'où le titre du film).
Après la mascarade législative (la loi est même antidatée pour donner l'impression qu'elle a été adoptée avant l'attentat) et la parodie de justice (un des prévenus a déjà été jugé, ce qui viole la règle du Non bis in idem), s'engage alors une double course contre la montre : du côté des autorités françaises pour faire guillotiner les six prévenus, et du côté de la défense pour les sauver, notamment via un recours en grâce introduit auprès du chef de l'État, le maréchal Pétain, celui-là même qui a signé la loi.

## Fiche technique
- Titre original français : Section spéciale
- Réalisation : Costa-Gavras, assisté de Denys Granier-Deferre et Jean-Michel Lacor
- Scénario : Costa-Gavras et Jorge Semprún, d'après L'Affaire de la Section Spéciale de Hervé Villeré
- Décors : Max Douy
- Costumes : Hélène Nourry
- Photographie : Andréas Winding
- Son : Harald Maury et Jacques Maumont
- Montage : Françoise Bonnot
- Musique : Éric Demarsan
- Production : Gérard Crosnier (exécutif), Jacques Perrin, Giorgio Silvagni (producteurs) et Claude Heymann (associé)
- Sociétés de production :  Reggane Films,  Les Productions Artistes Associés,  Goriz Films et  Janus Film
- Société de distribution : Les Artistes Associés (France)
- Pays de production :  France,  Italie et  Allemagne de l'Ouest
- Langues originales : français, anglais et allemand
- Format : couleur (Eastmancolor) - 35 mm - 1,66:1 - son mono
- Genre : drame historique
- Durée : 110 minutes
- Dates de sortie :
  - France : 23 avril 1975
  - Suisse : 16 mai 1975
  - Italie : 10 octobre 1975
  - Allemagne de l'Ouest : 30 mai 1976
- Affiche : René Ferracci (France)

## Distribution

### Hommes politiques et hauts fonctionnaires
- Michael Lonsdale : Pierre Pucheu, le ministre de l'Intérieur
- Louis Seigner : Joseph Barthélemy, le garde des Sceaux
- François Maistre : Fernand de Brinon, le délégué général du gouvernement français dans les territoires occupés
- Roland Bertin : Georges Dayras, le secrétaire général du ministère de la Justice
- Ivo Garrani : l'amiral François Darlan, vice-président du Conseil
- Henri Serre : le préfet Jean-Pierre Ingrand, délégué du ministère de l'Intérieur en zone occupée
- Pierre Risch : Lucien Romier, un ministre d'État
- Hugh Morton : l'amiral William Leahy, l'ambassadeur des États-Unis
- Rick Neilan : l'assistant de l'ambassadeur des États-Unis
- René Eyrouk : José Félix de Lequerica, l'ambassadeur d'Espagne
- Jean-Marie Robain : le général Jean Bergeret, secrétaire d'État à l'Aviation
- Henri Marteau : Henry du Moulin de Labarthète, le directeur du cabinet civil du maréchal Pétain

### Magistrats et avocats
- Pierre Dux : Raoul Cavarroc, le procureur général
- Jacques François : Maurice Gabolde, le procureur de l'État français
- Claudio Gora : Francis Villette, le premier président de la cour d'appel
- Claude Piéplu : Michel Benon, le président de la Section spéciale
- Jacques Perrin : Me Roger Lafarge, l'avocat d'Abraham Trzebrucki
- Michel Galabru : le président Jean Cournet[Note 3]
- Julien Guiomar : le substitut général Maurice Tetaud, le « réfractaire »
- Jean Bouise : René Linais, le conseiller
- Hubert Gignoux : Maurice Cottin, le juge « en noir »
- Julien Bertheau : l'avocat général Victor Dupuich, chef du Service central du Parquet
- Jacques Ouvrier : Robert Baffos, le conseiller
- Alain Nobis : Paul Larricq, le conseiller
- Jean Champion : l'avocat général Léon Guyenot
- Maurice Teynac : le substitut général Lucien Guillet
- Robert Benoit Me Jacquinot, l'avocat de Léon Redondeau
- Gilbert Brandini : Me Yung, l'avocat de Lucien Sampaix
- Jean-François Gobbi : Me Roger Hild, l'avocat de Bernard Friedmann
- Patrick Lancelot : Me Girbouille, l'avocat d'André Bréchet
- Jean-Pierre Miquel : MeAlec Mellor, l'avocat d'Émile Bastard
- Louis Daquin : le bâtonnier Étienne Carpentier du Barreau de Paris
- Claude Vernier : le président Baudry de la douzième Chambre du Tribunal de la Seine
- Jacques Mathou[Note 4] : Me Montillot, l'avocat d'Octave Lamand
- Patrick Feigelson[Note 4] : un avocat

### Les Allemands
- Heinz Bennent : le major Boemelburg
- Hans Richter : le général Otto von Stülpnagel, Militärbefehlshaber
- Romain Bouteille : le sergent Hans Gerecht, tankiste allemand dans le métro
- Daniel Breton : l'aspirant auxiliaire de la Marine Alfons Moser
- Dagmar Heller : la secrétaire du major Boemelburg
- Willy Schultes : Dr Jonathan Schmid, chef de l'état-major d'administration

### Les Résistants
- Jacques Spiesser : Pierre Georges, dit Frédo (plus tard le colonel Fabien)
- Patrick Raynal : Pierre, le résistant porte-drapeau
- Michel Caccia : un résistant
- Denis Le Guillou : Henri Gautherot, un des deux manifestants exécutés
- Jean-Gabriel Nordmann : Robert Gueusquin, le résistant citant Engels et accompagnant Frédo au métro
- Pierre-François Pistorio : un résistant
- Nathalie Roussel : une résistante
- Gilles Tamiz : Samuel Tyszelman, un des deux manifestants exécutés
- Yves Wecker : Fernand Zalkinow, un résistant accompagnant Frédo au métro
- Éric Laborey : Gilbert Brustlein, le résistant qui aide Frédo au métro
- Didier Albert : un résistant
- Carole Lange : une résistante

### Les prévenus
- Bruno Cremer : Lucien Sampaix, le journaliste ancien secrétaire général de L'Humanité
- Yves Robert : Émile Bastard, l'un des condamnés à mort
- Jean-Denis Robert : Émile Bastard jeune
- Guy Rétoré : André Bréchet, l'un des condamnés à mort
- Jacques Rispal : Abraham Trzebrucki, l'un des condamnés à mort
- Éric Rouleau : Bernard Friedmann
- Guy Mairesse : Léon Redondeau

### Autres rôles
- Yvon Leenart : le chef d'orchestre
- Vincent Darconat : un chanteur d'opéra
- André Simon : un chanteur d'opéra
- Jacques Mars : un chanteur d'opéra
- Jacques Monnet : l'annonceur de l'opéra
- Eva Simonet : Marguerite-Marie, la fille et secrétaire du garde des Sceaux
- Claude-Emile Rosen : le vieux monsieur en fauteuil roulant lors de la manifestation
- Nicole Desailly : la compagne du bourreau
- Serge Marquand : André Obrecht, le premier adjoint de l'Exécuteur
- Maurice Dorléac : Jules-Henri Desfourneaux, l'Exécuteur en chef des arrêts criminels
- Maurice Baquet : Marcel Parinet, un secrétaire du Parquet général
- Bernard Zacharias
- William Sabatier : le fonctionnaire de la préfecture
- Rachel Salik : la mère de Me Lafarge
- János Gönczöl : le père de Me Lafarge
- Thérèse Liotard : la sœur de Me Lafarge
- Fanny Delbrice : la compagne du président Benon
- Roland Monod : le commissaire René de la Brigade Spéciale No 2 procédant à l'interrogatoire de Bréchet
- Agnès Château : Pauline, la compagne d'Émile Bastard
- Yves Montand[Note 4], Bob Castella[Note 4] et Costa-Gavras[Note 4] : des miliciens mangeurs de soupe

## Production

### Lieux de tournage
- Paris : 
  - manifestation boulevard de Bonne-Nouvelle, puis fuite des manifestants rue de la Lune et rue de Cléry (ou rue Beauregard, ces deux rues se confondent en arrivant boulevard de Bonne-Nouvelle)
  - Parvis de la basilique du Sacré-Cœur de Montmartre
  - Station de métro Barbès - Rochechouart
  - Flash-back au parc Monceau et au square Rapp lors de l’interrogatoire d’Émile Bastard au procès.
- Allier
  - Vichy, hôtel du Parc[4]

## Distinctions
- Prix de la mise en scène ex aequo pour Costa-Gavras au Festival de Cannes 1975.
- Nommé au Golden Globes du Meilleur film étranger en 1976.
- Troisième meilleur film étranger au National Board of Review 1975.

## Analyse
Section spéciale s'inscrit dans le cycle des films politiques de Costa-Gavras : Z (1969), L'Aveu (1970), État de siège (1972), ainsi que le film d'Henri Verneuil, I... comme Icare (1979) tous les quatre avec Yves Montand dans le rôle principal, alors qu'ici ce dernier n'apparaît que de manière fugace. Ces films ont pour fil conducteur les rapports entre le monde politique et la justice, et Section spéciale n'y fait pas exception. Cependant, contrairement à ses prédécesseurs, Section spéciale n'est pas une demi-fiction réalisée au départ d'événements réels, mais une reconstitution minutieuse d'événements historiques, essentiellement établie d'après l'œuvre de Hervé Villeré qui s'est basé non pas sur les archives judiciaires françaises — dont l'accès lui a été refusé — mais sur des archives allemandes.
L'affaire des sections spéciales sera pour beaucoup dans la condamnation à mort de Pierre Pucheu à Alger, en mars 1944. Elle constitue une base de départ pour une discussion à caractère historique sur la politique de collaboration : les collaborateurs y voyaient un moyen de limiter les représailles des Allemands, et surtout de diriger celles-ci vers des Français « d'une moindre qualité » ; les partisans de De Gaulle lui reprochaient non seulement de soumettre la Justice française à l'occupant, mais surtout d'établir d'odieuses distinctions entre Français.
Cette affaire met en évidence le rôle personnel joué par Pétain. Il ne subit en cette occasion aucune pression directe des Allemands, contrairement à d'autres événements. Costa-Gavras « représente » Pétain en ne le montrant pas : on entend sa voix, on voit ses mains et ses manches (constellées d'étoiles), mais on ne voit jamais son visage.. Costa-Gavras dépeint l'atmosphère très particulière de Vichy en 1941. Trois aspects sont mis en exergue : le caractère presque ridicule de l'entassement d'un gouvernement dans une petite ville de province, l'importance capitale, pour la population des deux zones, des décisions prises dans un contexte aussi inapproprié, et la quasi-déification de Pétain, paraissant planer au-dessus des événements. Alors que le sujet du film est plutôt « ciblé », pratiquement toutes les « personnalités » du régime de Vichy défilent à l'écran, y compris Fernand de Brinon (dont on précise qu'il a restauré son château de la Chassagne — Felletin, dans la Creuse — grâce aux fonds secrets), Jean-Pierre Ingrand et Georges Dayras pour la zone occupée. Même l'ambassadeur des États-Unis, l'amiral William Leahy apparaît dans le film.
Le morceau Impromptus Hongrois (Moment musical op. 94 no 3 en fa mineur, D. 794) de Franz Schubert est interprété lors du dîner réunissant le commandement militaire allemand.
Le film commence par une représentation de l'opéra Boris Godounov.

### Détails historiques
- Bien que très ressemblant, le discours de Pétain diffusé à l'issue de Boris Godounov n'est pas l'enregistrement originel, lequel comporte trop de grésillements. Le texte d'origine se termine par « c'est de vous-mêmes que je veux vous sauver », tandis que le discours du film se termine par « c'est de vous-mêmes que j’entends vous sauver ».
- Contrairement à ce que prétend un dialogue du film, Pierre Pucheu ne s'est jamais battu dans les rangs nationalistes durant la guerre civile espagnole.
- La tenue de l'amiral Darlan semble ne comporter que quatre étoiles sur les manches et une seule couronne de feuilles de chêne sur le bandeau de la casquette : pour un amiral de la Flotte, ces nombres devraient normalement être, respectivement, cinq et deux.
- La décoration de la Francisque, portée notamment par Pucheu et Brinon, ne correspond pas au modèle officiel dépourvu d'anneau et d'argent.
- La dague portée par Alfons Moser semble être du modèle de la Heer (armée de terre) et non de la Kriegsmarine.
- Devant l'hôtel du Parc, les « plaques » portant ce nom sont en réalité des panneaux de carton placés de part et d'autre de l'entrée. En outre, l'hôtel précédant l'hôtel du Parc en venant des sources est le Majestic et non l'hôtel Thermal (actuel hôtel Aletti Palace). De même, l'hôtel des Célestins n'est visible ni depuis l'hôtel du Parc ni depuis le Pavillon Sévigné (lors d'un Conseil des ministres, l'un de ses membres regarde par la fenêtre et « voit » l'hôtel des Célestins).
- Au début du film, on parle de conseils des ministres restreints, tenus hors la présence du garde des Sceaux : cela ne correspond pas à la réalité.
- Le procureur de l'État, Gabolde, affecté d'une boiterie dans le film, avait effectivement été amputé d'une jambe pendant la Grande Guerre.
- Il est assez étonnant de voir, lors de l'arrivée de Me Lafarge à Vichy, la loge du maréchal Pétain gardée par des soldats, avec baïonnette au canon, portant à l'été 1941 la lourde capote et le casque de 1940 : le Maréchal disposait de sa Garde personnelle revêtue d'un uniforme spécifique (casque et tunique de cuir des troupes de cavalerie, notamment). De même, l'officier présent à ce moment aurait été un officier de gendarmerie.
- Les noms et les prénoms des prévenus sont exacts. On les trouve sur des plaques commémoratives ou parmi les 13 fusillés de Caen.
- La Milice française, dont trois personnes portent l'uniforme, ne sera créée qu'en janvier 1943. Le Service d'ordre légionnaire, dont descend la Milice, venait tout juste d'être créée en l'été 1941.